# نقالة مجرفية

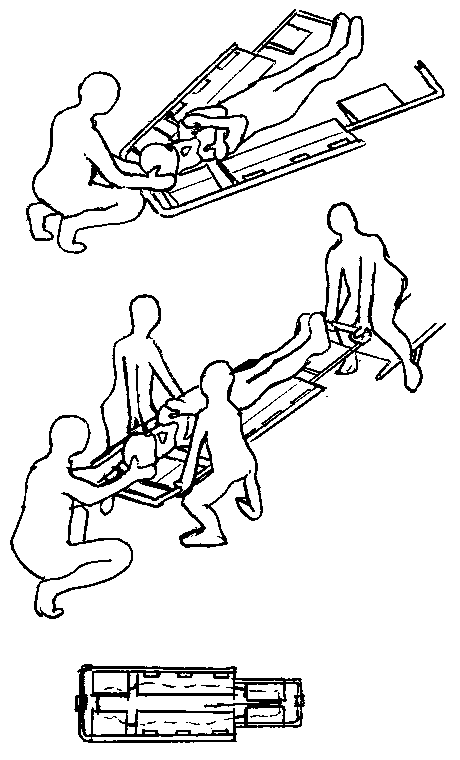
وضع النقالة المجرفية؛ الوسط: رفع المصاب مع خمسة من أعضاء الفريق؛ الأسفل: منظر النقالة المجرفية من الأسفل.

نقالة مرضى. لاحظ أن النقالة مقلوبة رأسًا على عقب: الطرف الضيق للنقالة مخصص لأرجل المريض.

النقالة المجرفية (بالإنجليزية: Scoop stretcher)‏ هي أداة تستخدم خصيصًا لنقل المصابين، تستخدم بشكل متكرر لرفع الأشخاص الذين قد يصابون بإصابات في النخاع الشوكي والعمود الفقري من الأرض، إما بسبب فقدان الوعي أو من أجل الحفاظ على الاستقرار في حالة الصدمة.
تشتمل النقالة المجرفية على هيكل يمكن تقسيمه بشكل رأيسي إلى قسمين، مع وجود «ريش» على شكل مركز يمكن تجميعها تحت المريض، يتم وضع النصفين بشكل منفصل على جانبي المريض، ثم يتم تجميعهما معًا حتى يتم تثبيت القصاصات في الأعلى والأسفل على حد سواء. 
تقلل نقالات المرضى من فرصة الحركة غير المرغوب فيها للمناطق المصابة أثناء نقل مريض تحت تأثر الصدمة، لأنها تحافظ على المريض في وضع الإستلقاء أثناء النقل إلى عربة نقل المرضى أو الفرشة الخلائية أو لوح شوكي، إنها مريحة أكثر من اللوح الشوكي للنقل. 
يمكن استخدام نقالة المجرفة في نقل المرضى، مزودة بشريط ربط المريض، فإن الإصدار التاسع من دليل دورة الطالب في الإسعاف المتقدم ينصح بعدم استخدام نقالات العادية لنقل المرضى، لأسباب تتعلق بالراحة والأمان، يوصى بنقل المريض إلى فرشة خلائية بدلاً من ذلك، وفي هذه الحالة يتم وضع النقالة المجرفية على جهاز النقل ثم يتم فتحه.